# Canada op de Olympische Zomerspelen 1948
Canada nam deel aan de Olympische Zomerspelen 1948 in Londen, Engeland. Er namen 104 sporters deel in twaalf olympische sportdisciplines, waarbij drie medailles werden behaald. Voor de tweedemaal werd er geen gouden medaille behaald bij de Zomerspelen, 1924 was de eerste keer.
Aan de kunstwedstrijden namen 23 deelnemers deel, waaronder zeven vrouwen, in alle vijf categorieën.

## Medailles
| Sport     | Olympiër(s)                                          | Onderdeel      | Medaille |
| --------- | ---------------------------------------------------- | -------------- | -------- |
| Kanovaren | Douglas Bennett                                      | C-1 1000m (m)  | Zilver   |
| Atletiek  | Viola Myers Nancy MacKay Diane Foster Patricia Jones | 4x100 (v)      | Brons    |
| Kanovaren | Norman Lane                                          | C-1 10000m (m) | Brons    |

## Deelnemers en resultaten

### Atletiek
| Olympiër                                                               | Onderdeel             | Resultaat    | Prestatie |
| ---------------------------------------------------------------------- | --------------------- | ------------ | --- |
| Edward Haggis                                                          | 100m (m)              | kwartfinale  | serie 10: 2de in 10,9 kwartfinale 1: 5de |
| James O'Brien                                                          | 100m (m)              | series       | serie 2: 3de in 10,9 |
| Edward Haggis                                                          | 200m (m)              | kwartfinale  | serie 1: 2de in 22,2 kwartfinale 4: 5de |
| Donald Pettie                                                          | 200m (m)              | series       | serie 12: 3de in 22,0 |
| Ernest McCullough                                                      | 400m (m)              | 29e          | serie 7: 3de in 49,9 |
| Robert McFarlane                                                       | 400m (m)              | 12e          | serie 12: 2de in 50,6 kwartfinale 4: 3de in 48,4 halve finale 2: 6de in 51,7 |
| Robert McFarlane                                                       | 400m (m)              | 26e          | serie 8: 3de in 49,5 |
| Ezra Henniger                                                          | 800m (m)              | series       | serie 4: 5de in 1.55,7 |
| Jack Hutchins                                                          | 800m (m)              | halve finale | serie 6: 3de in 1.55,5 halve finale 1: 4de in 1.52,6 |
| William Parnell                                                        | 800m (m)              | series       | serie 2: 6de in 1.55,7 |
| Jack Hutchins                                                          | 1500m (m)             | series       | serie 2: 4de in 3.54,4 |
| William Parnell                                                        | 1500m (m)             | DNF          | serie 3: niet gefinisht |
| Clifford Salmond                                                       | 1500m (m)             | series       | serie 1: 9de in 4.16,2 |
| Clifford Salmond                                                       | 5000m (m)             | series       | serie 1: 9de in 16.05,0 |
| William Larochelle                                                     | 400m horden (m)       | 15e          | serie 6: 4de in 54,9 |
| Edward Haggis Donald McFarlane James O'Brien Donald Pettie             | 4x100m (m)            | 5e           | serie 3: 2de in 42,3 finale: 5de in 41,9 |
| William Larochelle Ernest McCullough Robert McFarlane Donald McFarlane | 4x400m (m)            | 8e           | serie 2: 3de in 3.19,0 |
| Gérard Côté                                                            | marathon (m)          | 17e          | 2:48.31,0 |
| Lloyd Evans                                                            | marathon (m)          | 16e          | 2:48.07,0 |
| Walter Fedorick                                                        | marathon (m)          | 23e          | 2:52.12,0 |
| Arthur Jackes                                                          | hoogspringen (m)      | 6e           | kwalificatie: 1ste met 1,87m finale: 6de met 1,90m |
| Eric Coy                                                               | kogelstoten (m)       | 15e          | kwalificatie: 15de met 14,15m |
| Eric Coy                                                               | discuswerpen (m)      | 23e          | kwalificatie: 23ste met 39,53m |
| Leo Roininen                                                           | speerwerpen (m)       | 20e          | kwalificatie: 20ste met 53,92m |
| Lionel Fournier                                                        | tienkamp (m)          | 25e          | 100m: 9de in 11,9 (686 punten) verspringen: 19de met 6,51m (678 punten) kogelstoten: 31ste met 10,42m (452 punten) hoogspringen: 23ste met 1,65m (616 punten) 400m: 20ste in 54,5 (647 punten) 110m horden: 24ste in 17,4 (607 punten) discuswerpen: 28ste met 32,31m (498 punten) polsstokhoogspringen: 14de met 3,20m (575 punten) speerwerpen: 24ste met 24,39m (454 punten) 1500m: 25ste in 5.12,4 (347 punten) totaal: 5590 punten |
|                                                                        |                       |              | |
| Millicent Cousins                                                      | 100m (v)              | series       | serie 4: 4de in 12,3 |
| Patricia Jones                                                         | 100m (v)              | 5e           | serie 9: 1ste in 12,7 halve finale 1: 2de in 12,6 finale: 5de in 12,5 |
| Viola Myers                                                            | 100m (v)              | 4e           | serie 1: 2de in 12,5 halve finale 2: 1ste in 12,4 finale: 4de in 12,3 |
| Millicent Cousins                                                      | 200m (v)              | 26e          | serie 7: 3de in 26,4 |
| Diane Foster                                                           | 200m (v)              | 19e          | serie 2: 3de in 26,1 |
| Donna Gilmore                                                          | 200m (v)              | 13e          | serie 4: 4de in 25,8 |
| Viola Myers Nancy MacKay Diane Foster Patricia Jones                   | 4x100m vrije slag (v) | Brons        | serie 1: 1ste in 47,9 finale: 3de in 47,8 |
| Elaine Silburn                                                         | verspringen (v)       | 16e          | kwalificatie: 16de met 5,22m |
| Shirley Olafsson                                                       | hoogspringen (v)      | 11e          | 1,50m |
| Elaine Silburn                                                         | hoogspringen (v)      | 19e          | 1,40m |
| Doreen Wolff                                                           | hoogspringen (v)      | 4e           | 1,58m |

### Basketbal
| Olympiër | Onderdeel | Resultaat | Prestatie |
| --- | --------- | --------- | --- |
| Ole Bakken William Bell David Bloomfield David Campbell Harry Kermode Bennie Lands Patrick McGeer John Reid Mitchell Mort Morein Gary Neville Munro Robert Scarr Sidney Strulovitch Sol Tolchinsky Murray Waxman | mannen    | 9e        | groep A: 4de W van Italië: 55-37 W van Groot-Brittannië: 44-24 V van Hongarije: 36-37 V van Brazilië: 35-57 W van Uruguay: 52-50 9-16de plek: W van Iran: 81-26 9-12de plek: W van België: 45-40 9-10de plek: W van Peru: 49-43 |

| Groep A |                  |             |             |             |            |            |            |        |
| №       | Land             | Wedstrijden | Wedstrijden | Wedstrijden | Doelpunten | Doelpunten | Doelpunten | Punten |
| №       | Land             | G           | W           | V           | V          | T          | Saldo      | Punten |
| 1       | Brazilië         | 5           | 5           | 0           | 261        | 150        | +111       | 10     |
| 2       | Uruguay          | 5           | 3           | 2           | 246        | 170        | +76        | 8      |
| 3       | Hongarije        | 5           | 3           | 2           | 201        | 172        | +29        | 8      |
| 4       | Canada           | 5           | 3           | 2           | 222        | 205        | +17        | 8      |
| 5       | Italië           | 5           | 1           | 4           | 170        | 208        | -38        | 6      |
| 6       | Groot-Brittannië | 5           | 0           | 5           | 103        | 298        | –195       | 5      |

| Ronde          | Plaats    | Land  | Score            | Land |
| -------------- | --------- | ----- | ---------------- | ---- |
| Groepsfase     |           |       |                  |      |
| Londen         | Canada    | 55-37 | Italië           |      |
| Londen         | Canada    | 44-24 | Groot-Brittannië |      |
| Londen         | Hongarije | 37-36 | Canada           |      |
| Londen         | Brazilië  | 57-35 | Canada           |      |
| Londen         | Canada    | 52-50 | Uruguay          |      |
| Kwartfinale    |           |       |                  |      |
| Londen         | Canada    | 81-25 | Iran             |      |
| Halve finale   |           |       |                  |      |
| Londen         | België    | 40-45 | Canada           |      |
| Bronzen finale |           |       |                  |      |
| Londen         | Canada    | 49-43 | Peru             |      |

### Boksen
| Olympiër           | Onderdeel | Resultaat | Prestatie |
| ------------------ | --------- | --------- | --- |
| Joey Sandulo       | -51kg (m) | 17e       | 1ste ronde: V van BIR Thant: punten                                                                                      |
| Frederick Daigle   | -54kg (m) | 17e       | 1ste ronde: V van AUS Carruthers: gediskwalificeerd                                                                      |
| Armand Savoie      | -58kg (m) | 5e        | 1ste ronde: W van IRI Fani: gediskwalificeerd 2de ronde: W van PUR Colón: punten kwartfinale: V van ITA Formenti: punten |
| Edward Haddad      | -62kg (m) | 5e        | 1ste ronde: W van EGY Nasir: punten 2de ronde: W van CEY Gray: punten kwartfinale: V van BEL Vissers: punten             |
| Clifford Blackburn | -67kg (m) | 9e        | 1ste ronde: W van PHI Vélez: punten 2de ronde: V van TCH Torma: scheidsrechterlijke beslissing                           |
| John Keenan        | -73kg (m) | 17e       | 1ste ronde: V van IRI Tousi: punten                                                                                      |
| Adam Faul          | +80kg (m) | 9e        | 1ste ronde: vrij 2de ronde: W van CHI Bignon: punten kwartfinale: V van SWE Nilsson: punten                              |

### Gewichtheffen
| Olympiër      | Onderdeel   | Resultaat | Prestatie                                                                                    |
| ------------- | ----------- | --------- | -------------------------------------------------------------------------------------------- |
| Rosaire Smith | -56kg (m)   | 7e        | drukken: 5de met 82,5kg trekken: 6de met 85kg stoten: 7de met 110kg totaal: 277,5kg          |
| John Stuart   | -67,5kg (m) | 5e        | drukken: 1ste met 107,5kg (OR) trekken: 7de met 100kg stoten: 10de met 125kg totaal: 332,5kg |
| Gerry Gratton | -75kg (m)   | 5e        | drukken: 4de met 112,5kg trekken: 7de met 107,5kg stoten: 6de met 140kg totaal: 360kg        |
| Joe Sklar     | -75kg (m)   | 10e       | drukken: 6de met 105kg trekken: 7de met 107,5kg stoten: 11de met 132,5kg totaal: 345kg       |
| Jack Varaleau | -82,5kg (m) | 6e        | drukken: 2de met 112,5kg trekken: 6de met 112,5kg stoten: 7de met 140kg totaal: 365kg        |

### Kanovaren
| Olympiër                         | Onderdeel      | Resultaat | Prestatie                                    |
| -------------------------------- | -------------- | --------- | -------------------------------------------- |
| Douglas Bennett                  | C-1 1000m (m)  | Zilver    | 5.53,3                                       |
| Norman Lane                      | C-1 10000m (m) | Brons     | 1:04.35,3                                    |
| Douglas Bennett Harry Poulton    | C-2 1000m (m)  | 4e        | 5.20,7                                       |
| Bert Oldershaw William Stevenson | C-2 10000m (m) | 5e        | 59.48,4                                      |
| Gerald Covey Henry Harper        | K-2 1000m (m)  | 7e        | serie 1: 4de in 4.34,2 finale: 7de in 4.56,8 |
| Gerald Covey Henry Harper        | K-2 10000m (m) | 14e       | 53.04,2                                      |

### Roeien
| Olympiër | Onderdeel       | Resultaat | Prestatie                                           |
| --- | --------------- | --------- | --------------------------------------------------- |
| Gabriel Beaudry Fred Graves | dubbel-twee (m) | 11e       | serie 2: 3de in 7.09,3 herkansingen: 2de in 7.08,7  |
| Ron Cameron Robert Christmas Peter Green Art Griffiths Marvin Hammond Bill McConnell Walt Robertson Alfred Stefani Jack Zwierewich | acht (m)        | 4e        | serie 3: 1ste in 6.07,2 halve finale: 2de in 6.44,1 |

### Schermen
| Olympiër                                                 | Onderdeel       | Resultaat | Prestatie                                                                          |
| -------------------------------------------------------- | --------------- | --------- | ---------------------------------------------------------------------------------- |
| Roland Asselin                                           | degen (m)       | 42e       | 1ste ronde groep 6: 2de met 5 overwinningen kwartfinale 6: 7de met 0 overwinningen |
| Alf Horn                                                 | degen (m)       | 25e       | 1ste ronde groep 4: 2de met 6 overwinningen kwartfinale 1: 5de met 3 overwinningen |
| George Pouliot                                           | degen (m)       | 54e       | 1ste ronde groep 3: 6de met 2 overwinningen                                        |
| Roland Asselin Robert Desjarlais Alf Horn George Pouliot | degen team (m)  | 15e       | 1ste ronde groep 2: 4de met 0 overwinningen                                        |
| Roland Asselin                                           | floret (m)      | 59e       | 1ste ronde groep 4: 8ste met 0 overwinningen                                       |
| Alf Horn                                                 | floret (m)      | 55e       | 1ste ronde groep 8: 7de met 1 overwinning                                          |
| George Pouliot                                           | floret (m)      | 58e       | 1ste ronde groep 2: 8ste met 0 overwinningen                                       |
| Roland Asselin Robert Desjarlais Alf Horn George Pouliot | floret team (m) | 9e        | 1ste ronde groep 5: 2de kwartfinale 1: 3de met 0 overwinningen                     |
| Roland Asselin                                           | sabel (m)       | 47e       | 1ste ronde groep 6: 5de met 1 overwinning                                          |
| Roland Asselin Robert Desjarlais Alf Horn George Pouliot | sabel team (m)  | 13e       | 1ste ronde groep 4: 3de met 0 overwinningen                                        |
|                                                          |                 |           |                                                                                    |
| Betty Hamilton                                           | floret (v)      | 34e       | 1ste ronde groep 4: 6de met 0 overwinningen                                        |
| Rhoda Martin                                             | floret (v)      | 27e       | 1ste ronde groep 3: 5de met 1 overwinning                                          |

### Schoonspringen
| Olympiër          | Onderdeel     | Resultaat | Prestatie     |
| ----------------- | ------------- | --------- | ------------- |
| George Athans Sr. | 3m plank (m)  | 9e        | 114,13 punten |
| George Athans Sr. | 10m toren (m) | 8e        | 100,91 punten |

### Wielersport
| Olympiër                                                   | Onderdeel                | Resultaat | Prestatie                                                                                             |
| Baan                                                       | Baan                     | Baan      | Baan                                                                                                  |
| ---------------------------------------------------------- | ------------------------ | --------- | --- |
| Bob Lacourse                                               | sprint (m)               | 9e        | serie 11: V van ITA Ghella herkansingen: W van MEX Romero: 1.48,1 2de ronde serie 8: V van GBR Harris |
| Lorne Atkinson                                             | tijdrit (m)              | 15e       | 1.15,20                                                                                               |
| Lorne Atkinson William Hamilton Lance Pugh Laurent Tessier | ploegenachtervolging (m) | 9e        | serie 1: V van Groot-Brittannië: 5.38,2                                                               |
| Weg                                                        |                          |           | |
| Lorne Atkinson                                             | wegwedstrijd (m)         | DNF       | niet gefinisht                                                                                        |
| Florent Jodoin                                             | wegwedstrijd (m)         | DNF       | niet gefinisht                                                                                        |
| Lance Pugh                                                 | wegwedstrijd (m)         | DNF       | niet gefinisht                                                                                        |
| Laurent Tessier                                            | wegwedstrijd (m)         | DNF       | niet gefinisht                                                                                        |
| Lorne Atkinson Florent Jodoin Lance Pugh Laurent Tessier   | wegwedstrijd team (m)    | DNF       | niet gefinisht                                                                                        |

### Worstelen
| Olympiër        | Onderdeel   | Resultaat   | Prestatie |
| Vrije stijl     | Vrije stijl | Vrije stijl | Vrije stijl |
| --------------- | ----------- | ----------- | --- |
| Norman May      | -57kg (m)   | 12e         | 1ste ronde: V van TUR Akar 2de ronde: V van HUN Bencze                                                                                                   |
| Mario Crete     | -62kg (m)   | 16e         | 1ste ronde: V van HUN Tóth 2de ronde: V van FRA Jouaville                                                                                                |
| Morgan Plumb    | -67kg (m)   | 10e         | 1ste ronde: W van GBR Luck 2de ronde: V van SUI Baumann 3de ronde: V van FIN Leppänen                                                                    |
| Harry Peace     | -73kg (m)   | 7e          | 1ste ronde: V van USA Merrill 2de ronde: W van GBR Irvine 3de ronde: V van SWE Westergren                                                                |
| Maurice Vachon  | -79kg (m)   | 8e          | 1ste ronde: W van IND Roy 2de ronde: V van TUR Candemir 3de ronde: V van FIN Sepponen                                                                    |
| Fernand Payette | -87kg (m)   | 4e          | 1ste ronde: W van FRA Landesmann 2de ronde: W van GRE Defteraios 3de ronde: W van ITA Verona 4de ronde: V van SWE Fahlkvist 5de ronde: V van SUI Stöckli |

### Zeilen
| Olympiër                         | Onderdeel | Resultaat | Prestatie                          |
| -------------------------------- | --------- | --------- | ---------------------------------- |
| Paul McLaughlin                  | firefly   | 5e        | 4535 punten: (5-9-8-2-2-DSQ-11-14) |
| Gerald Fairhead Norman Gooderham | star      | 8e        | 2635 punten: (9-14-4-13-8-6-10)    |
| John Robertson Richard Townsend  | swallow   | 7e        | 2807 punten: (7-2-2-11-14-DSQ-11)  |

### Zwemmen
| Olympiër                                           | Onderdeel             | Resultaat | Prestatie                                             |
| -------------------------------------------------- | --------------------- | --------- | ----------------------------------------------------- |
| Eric Jubb                                          | 100m vrije slag (m)   | 31e       | serie 3: 5de in 1.02,8                                |
| Peter Salmon                                       | 100m vrije slag (m)   | 18e       | serie 6: 4de in 1.01,0                                |
| Doug Gibson                                        | 400m vrije slag (m)   | 27e       | serie 2: 5de in 5.13,4                                |
| Allen Gilchrist                                    | 400m vrije slag (m)   | 33e       | serie 3: 6de in 5.21,5                                |
| Doug Gibson                                        | 1500m vrije slag (m)  | 27e       | serie 3: 5de in 21.25,6                               |
| Allen Gilchrist                                    | 1500m vrije slag (m)  | 33e       | serie 4: 7de in 23.00,6                               |
| Eric Jubb                                          | 100m rugslag (m)      | 26e       | serie 1: 5de in 1.14,3                                |
| Peter Mingie                                       | 100m rugslag (m)      | 22e       | serie 6: 5de in 1.13,2                                |
| Peter Salmon                                       | 200m schoolslag (m)   | 27e       | serie 2: 7de in 3.01,5                                |
| Doug Gibson Eric Jubb Allen Gilchrist Peter Salmon | 4x200m vrije slag (m) | 11e       | serie 2: 6de in 9.43,2                                |
|                                                    |                       |           |                                                       |
| Kay McNamee                                        | 100m vrije slag (v)   | 27e       | serie 4: 5de in 1.13,3                                |
| Irene Strong                                       | 100m vrije slag (v)   | 28e       | serie 5: 6de in 1.13,5                                |
| Vivian King                                        | 400m vrije slag (v)   | 14e       | serie 2: 5de in 5.54,8 halve finale 1: 7de in 5.52,7  |
| Kay McNamee                                        | 400m vrije slag (v)   | 17e       | serie 1: 6de in 5.58,7                                |
| Joyce Court                                        | 100m rugslag (v)      | 23e       | serie 2: 6de in 1.26,8                                |
| Irene Strong                                       | 200m schoolslag (v)   | 16e       | serie 3: 5de in 3.14,2 halve finale 1: 8ste in 3.16,9 |
| Kay McNamee Joyce Court Vivian King Irene Strong   | 4x100m vrije slag (m) | 11e       | serie 1: 6de in 5.04,5                                |

Afghanistan · Argentinië · Australië · België · Bermuda · Birma · Brazilië · Brits-Guiana · Canada · Ceylon · Chili · Colombia · Cuba · Denemarken · Egypte · Filipijnen · Finland · Frankrijk · Griekenland · Groot-Brittannië · Hongarije · Ierland · IJsland · India · Irak · Iran · Italië · Jamaica · Joegoslavië · Libanon · Liechtenstein · Luxemburg · Malta · Mexico · Monaco · Nederland · Nieuw-Zeeland · Noorwegen · Oostenrijk · Pakistan · Panama · Peru · Polen · Portugal · Puerto Rico · Republiek China · Singapore · Spanje · Syrië · Trinidad en Tobago · Tsjecho-Slowakije · Turkije · Uruguay · Venezuela · Verenigde Staten · Zuid-Afrika · Zuid-Korea · Zweden · Zwitserland